# 帕劳塔
帕劳塔，是西班牙安达卢西亚自治区马拉加省的一个市镇。 总面积45平方公里，总人口217人（2001年），人口密度5人/平方公里。